# Udo Giulini

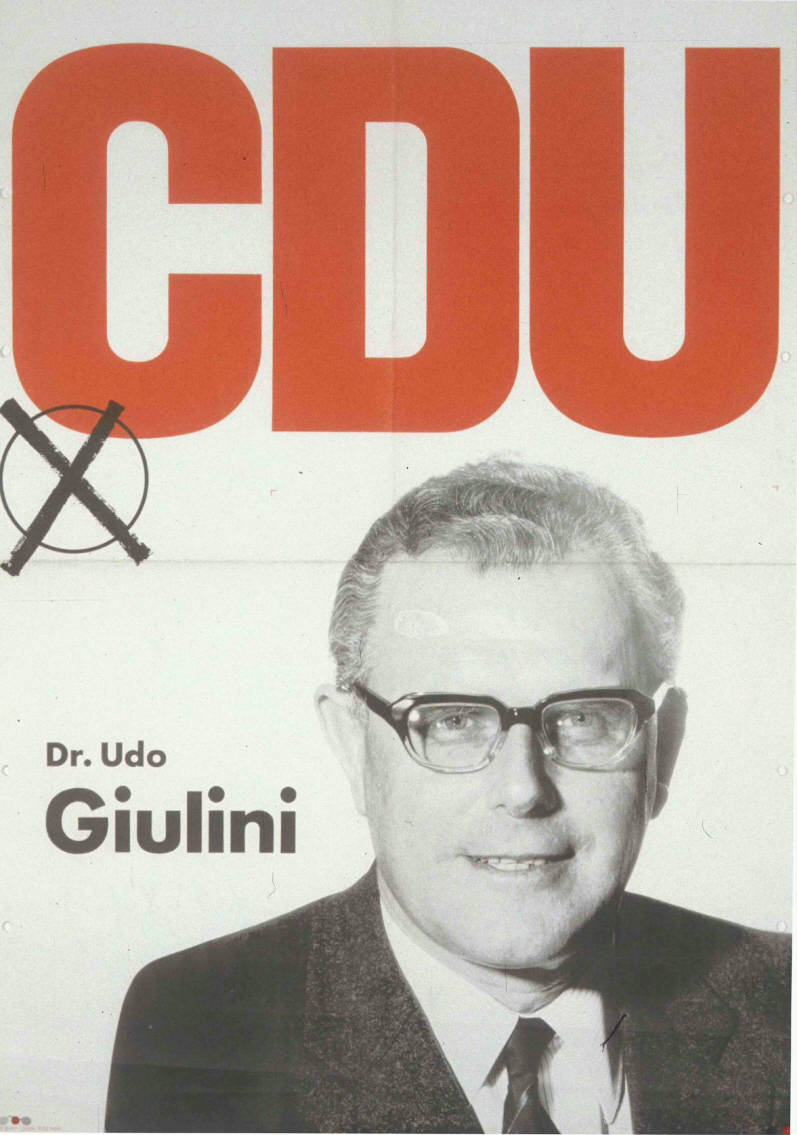
Kandidatenplakat Udo Giulinis zur Bundestagswahl 1969

Udo Giulini (* 12. Februar 1918 in Hamburg; † 5. August 1995 in Heidelberg) war ein deutscher Jurist, Unternehmer und Politiker (CDU).

## Leben und Beruf
Nach dem Besuch der Volksschule und der humanistischen Gymnasien in Lübeck und Heidelberg sowie dem Abitur 1937 am Deutschen Kolleg in Bad Godesberg leistete Giulini Reichsarbeitsdienst und wurde anschließend zur Wehrmacht eingezogen. Er nahm als Soldat am Zweiten Weltkrieg teil, wurde verwundet und studierte während eines Lazarettaufenthalts 1941/42 Chemie in München. 1943 geriet er in Stalingrad in sowjetische Gefangenschaft, die er zum Teil im Lager Nr. 97 in Jelabuga in der heutigen Republik Tatarstan verbrachte. 1950 wurde er aus der Kriegsgefangenschaft entlassen. 
Danach nahm Giulini ein Studium der Rechtswissenschaften an der Universität Heidelberg auf, welches er 1953 mit dem ersten juristischen Staatsexamen und 1954 mit der Promotion zum Dr. jur. beendete. Er absolvierte ein Volontariat als Kaufmann bei den Hochofenwerken in Lübeck, wurde anschließend Prokurist und 1956 Geschäftsführer der Firma Gebr. Giulini GmbH in Ludwigshafen. Von 1974 bis 1979 war er Präsident der IHK Pfalz in Ludwigshafen.
Er ist der Vater des Physikers Domenico Giulini.

## Partei
Giulini war Mitglied der CDU.

## Abgeordneter
Giulini gehörte dem Deutschen Bundestag von 1965 bis 1972 an. Er war stets über die Landesliste der CDU Rheinland-Pfalz ins Parlament eingezogen.

## Ehrungen
- 1972: Verdienstkreuz 1. Klasse der Bundesrepublik Deutschland

| Personendaten    | Personendaten                                          |
| ---------------- | ------------------------------------------------------ |
| NAME             | Giulini, Udo                                           |
| KURZBESCHREIBUNG | deutscher Jurist, Unternehmer und Politiker (CDU), MdB |
| GEBURTSDATUM     | 12. Februar 1918                                       |
| GEBURTSORT       | Hamburg                                                |
| STERBEDATUM      | 5. August 1995                                         |
| STERBEORT        | Heidelberg                                             |